# Azores Ladies Open
Het Azores Ladies Open is een jaarlijks golftoernooi in Portugal, dat deel uitmaakt van de Ladies European Tour Access Series. Het werd opgericht in 2011 en vindt sindsdien telkens plaats op de Clube de Golfe Terceira in São Miguel.
Het toernooi wordt gespeeld in een strokeplay-formule van drie ronden (54-holes) en na de tweede ronde wordt de cut toegepast.
Het tournooi werd voor het laatst in 2017 gespeeld.

## Winnaressen
| Jaar | Winnares            | Score | Score | Info                 |
| ---- | ------------------- | ----- | ----- | -------------------- |
| 2011 | Marieke Nivard      | 216   | par   | [ 1 ]                |
| 2012 | Anna Rossi          | 147   | +3    | 36-holes (regenweer) |
| 2013 | Fabienne In-Albon   | 212   | –4    | [ 3 ]                |
| 2014 | Tonje Daffinrud     | 212   | –4    | [ 4 ]                |
| 2015 | Karolin Lampert     | 214   | -2    | [ 5 ]                |
| 2016 | SWE Jenny Haglund   | 211   | -5    | [ 6 ]                |
| 2017 | ENG Meghan MacLaren | 214   | -2    | [ 7 ]                |

 Association Suisse de Golf Ladies Open ·
 Kristianstad Åhus Ladies Open ·
 Sölvesborg Ladies Open ·
 OCA Augas Santas International Ladies Open ·
 Open Generali de Dinard ·
 Pilsen Golf Challenge ·
 Royal Belgian Golf Federation LETAS Trophy ·
 Ingarö Ladies Open ·
 Ladies Norwegian Challenge ·
 Onsjö Ladies Open ·
 HLR Golf Academy Open ·
 Mineks & Regnum Ladies Classic ·
 Open Generali de Strasbourg ·
 Azores Ladies Open ·
 Grecotel Amirandes Ladies Open ·
 WPGA International Challenge